# Carlos Colón-Quintana
Carlos Colón-Quintana (Chalchuapa, El Salvador) es un compositor salvadoreño.

## Biografía
Carlos Colón-Quintana nació en Chalchuapa, El Salvador. A la edad de catorce años, a raíz del conflicto en su país, se vio obligado a refugiarse en la Ciudad de Guatemala. Allí, estudió música en el Conservatorio Nacional de Música. Uno de sus maestros fue el maestro Jorge Sarmientos. En 1986 fue becado a estudiar en los Estados Unidos. Obtuvo una licenciatura en música de la Universidad de Belmont en Nashville, Tennessee en 1989. Fue nombrado el estudiante más destacado de su promoción por el profesorado. De allí, procede a cursar estudios graduados en la Universidad de Baylor en Waco, Texas. Obtiene su magíster en música en 1993. Colón-Quintana se especializa en música orquestal y coral.
Su música se ha ejecutado en conciertos y festivales en Estados Unidos tales como Texas, el Festival de ópera de Des Moine, Iowa, Missouri, Nueva York; así como en diversos países de Latinoamérica. Este año fue invitado a participar en el XI Festival de Música Contemporánea de El Salvador donde la Orquesta Sinfónica de El Salvador presentó su poema sinfónico Contra la muerte, bajo la batuta de Germán Cáceres. En junio de 2008 uno de sus arreglos fue ejecutado en el Carnegie Hall por la violinista china Xiahui Ma. El 24 de marzo de 2010 la Orquesta Sinfónica de El Salvador presentó su obra Obertura para un mártir la cual fue encargada por la primera dama de El Salvador Vanda Pignato.

## Premios y reconocimientos
En septiembre de 2009 recibió un premio de la Asociación Americana de Compositores y Editores (ASCAP), el Ascaplus Award. Este premio se da en reconocimiento a la actividad artística y el mérito de las presentaciones generadas por la obra musical del compositor. Los premios Ascaplus son adjudicados anualmente por un jurado independiente compuesto de personalidades distinguidas.
Recientemente fue nombrado miembro del Comité Científico, Académico y de Investigación de Salvadoreños en el Mundo. Una organización que agrupa a los más de 2.5 millones de salvadoreños dispersados por todo el mundo.